# 홍과 전
홍과 전(紅·專)은 중화인민공화국 성립 이후, 중국 공산당의 이념을 크게 둘로 나눈 의미로, 경제 개발 관점 부분에서 큰 차이를 보였으며, 현재 홍은 사실상 힘을 잃었다.
홍(紅), 또는 이념파는 주로 마오이즘에 입각한 전통적 중국 공산주의이며, 우파나 시장경제에 대해 회의적이며, 공산주의적 색깔이 짙다면
전(專), 또는 실용파는 이념보다는 실용을 중요시하는 전문가, 중국 경제체제에 경제적 자유주의의 도입을 주장하던 집단을 말한다.
권력 투쟁에서 덩샤오핑이 주도하여 전이 승리하였으나, 1989년 톈안먼 사건의 처리 문제를 두고 원로보수파와 개혁진보파로 나뉘게 된다.

## 같이 보기
- 대약진 운동 (홍 주도)
- 문화 대혁명 (홍 주도)
- 개혁개방 (권력투쟁에서 홍이 밀려남, 전 주도)
- 1989년 텐안먼 사건 (전 분열)